# رابرت کورباشا
رابرت کورباشا (کرواتی: Robert Kurbaša؛ زادهٔ ۱۳ اکتبر ۱۹۷۷) بازیگر، بازیگر تئاتر، و بازیگر تلویزیون اهل کرواسی است. وی از سال ۲۰۰۰ میلادی تاکنون مشغول فعالیت بوده‌است.